# Creutzfeldt-Jakobova bolezen
Creutzfeldt-Jakobova bolezen (CJB) je degenerativna nevrološka bolezen iz skupine prionskih bolezni. Pri CJB propadejo nevroni v možganski skorji, kar privede do luknjičastih sprememb v možganovini in posledično spužvaste strukture možganovine – spongiformna encefalopatija. CJB sodi med prionske bolezni, ki jih povzročajo posebni infektivni proteini, imenovani prioni. Gre za napačno zvite proteine, ki se nalagajo v možganih in povzročajo različne vrste nevrodegenerativnih bolezni, med katere spada tudi CJB. Simptome CJB povzroča napredujoča degeneracija oziroma propadanje možganskih živčnih celic, kar je povezano z odlaganjem nenormalnih prionskih proteinov, ki tvorijo amiloid.

## Klasifikacija bolezni
Poznamo več tipov CJB, in sicer:
- sporadična CJB (sCJB): je najpogostejši tip bolezni, ki se pojavlja pri kar 85 % vseh primerov CJB. Prizadene ljudi med 45. in 75. letom starosti, vrh pa dosega pri 60. letih, pri čemer je povprečno trajanje bolezni 4 do 5 mesecev. Posamezniki so po navadi homozigoti za polimorfizem 129 na PrP (prionskem proteinu).
- variantna CJB (vCJB): ta neobičajna oblika prionske bolezni je povezana z epidemijo bovine spongiformne encefalopatije v 90. letih. V večini primerov je bila zabeležena na področju Velike Britanije sočasno s pojavom tako imenovane bolezni norih krav. Vsi zabeleženi primeri so se pojavili pri ljudeh z mutacijo metionina na kodonu 129 za prionski protein. Do infekcije pride z zaužitjem okuženega mesa, vCJB agens se nadalje razvija v limfatičnem tkivu.
- dedna CJB: prizadene posameznike z genskimi mutacijami, povezanimi s CJB. Pojavlja se pri 5 do 10 % obolelih z vrhom obolevnosti pri 28 letih. Bolezen pri tej obliki traja povprečno od 13 do 14 mesecev.
- iatrogena CJB (iCJB):  spada med redkejše tipe bolezni. Gre za obliko bolezni, za katero so zboleli ljudje po nevrokirurških operacijah (vstavljanje ´okuženih´ duralnih in roženičnih presadkov) ter pri ljudeh, ki so prejeli hipofizne hormone mrtvih ljudi preko krvnih transfuzij. Od leta 2004 se pojavlja še ena oblika iatrogene CJB, in sicer sekundarna iatrogena oblika CJB. Ta je bila do sedaj opažena pri štirih ljudeh, ki so prejeli krvno transfuzijo ljudi, okuženih z vCJB obliko.

## Epidemiologija bolezni
V Sloveniji je bila do sedaj dokazana samo sporadična oblika CJB. CJB je redka bolezen. Pojavlja se pri enem posamezniku na milijon prebivalcev vsako leto. Večinoma zanjo zbolevajo ljudje med 45. in 75. letom, najpogostejše obdobje pa je med 60. in 65. letom. Za izjemo velja variantna CJB (vCJB), ki se pojavlja pri mlajših ljudeh (s srednjo starostjo 28 let).
Možna je tudi genetska različica bolezni, ki temelji na mutaciji gena, ki kodira prionski protein (PRNP). Pojavlja se v 5 do 10 % vseh primerov CJB.

## Etiologija in patogeneza bolezni
Prion, ki naj bi povzročal Creutzfeldt-Jakobovo bolezen, je nepravilno zvit protein, ki obstaja v vsaj dveh stabilnih konformacijah. Prvo, nativno stanje, je vodotopno in navzoče v zdravih telesnih celicah. Njegova funkcija najverjetneje temelji na transmembranskem transportu ali signalizaciji. Drugo stanje oziroma konformacija predstavlja vodoodporno obliko, v kateri se ustvarjajo stabilni proteinski agregati.
Prion, ki povzroča CJB, je nevaren zlasti zaradi tega, ker pospešuje zvijanje nativnih zdravih proteinov v bolezensko vodoodporno obliko. Ves proces se odvija zelo hitro, saj število napačno zvitih proteinskih molekul narašča z eksponentno hitrostjo, kar kmalu privede v veliko količino netopnih proteinov v okuženih celicah. Nepravilno konformirani proteini motijo normalno celično delovanje, kar vodi na koncu v njeno smrt. Pri genetski obliki bolezni mutacije povzročijo napačno zvijanje dominantnega alfa-heliksa v beta-naguban list. Ko je prion enkrat prenesen, okvarjeni proteini napadejo možgane in se nadalje producirajo v samoobstoječi povratni zanki.
Leta 1997 je bila za raziskave o prionih podeljena Nobelova nagrada za medicino, in sicer je bil z njo nagrajen Stanley B. Prusiner iz Univerze Kalifornija iz San Francisca (UCSF). Desetletje kasneje je nevropatologinja Laura Manuelidis z Univerze Yale našla virusu podobne delce v celicah, okuženih s praskavico in v mišjih celicah, ki so bile okužene s človeškim agensom CJB. Še danes je veliko zagovornikov teorije, da so povzročitelji prenosljivih spongiformnih encefalopatij ravno do zdaj še neodkriti virusi ali drugi podobni delci, ki vsebujejo nukleinsko kislino in da naj bi bile prionske molekule samo njihovi spremljevalci, ne pa tudi glavni povzročitelji bolezni.

### Prenos bolezni
Creutzfeldt-Jakobova bolezen se ne prenaša preko zraka, dotikanja ali kakršnihkoli drugih običajnih stikov. Običajno se prenaša preko presadkov dure mater, roženičnih presadkov, nepravilno steriliziranih možganskih elektrod, ki so bile uporabljene v diagnostičnih testih in preko injekcij rastnega faktorja, ki je bil odvzet iz hipofizne žleze okuženega mrtvega človeka. Na te načine se večinoma prenaša iatrogena oziroma pridobljena oblika CJB (iCJB).
Pojav nove različice CJB (vCJB) je vse do nedavnega kazal na to, da poteka okužba preko zaužitja govejega in ovčjega mesa, ki je bilo okuženo z BSE. Primeri so se pojavljali predvsem na področju Francije in Velike Britanije in so bili predmet razširjenih nevroznanstvenih raziskav. Vendar, čeprav so laboratorijski testi v teh raziskavah pokazali veliko podobnost med prionskimi povzročitelji BSE in vCJB, še ni direktnega dokaza, ki bi podpiral to hipotezo.
Obstaja hipoteza, ki nakazuje na možnost prenosa bolezni preko krvi in nekaterih krvnih produktov, kot je npr. krvna plazma, na kar nakazujejo nekatere študije, izvedene na živalih. Poskusi so sicer pokazali, da v krvih tekočinah obstaja infektivni agens, vendar se ta nahaja v zelo majhnih koncentracijah. Poleg tega študije do sedaj še niso bile izvedene na človeku, in poraja se vprašanje, koliko molekul abnormalnih infektivnih prionskih molekul mora posameznik prejeti, da razvije CJB. Je pa znano dejstvo, da vsako leto prejme krvno transfuzijo nekaj milijonov ljudi in do sedaj še ni bilo primerov prenosa okužbe preko trasfuzije.
Nismo torej prepričani, da se s krvjo prenaša sporadična oblika CJB (sCJB), kar pa ne velja tudi za variantno obliko bolezni (vCJB), pri kateri so raziskave potrdile nabiranje infektivnih prionskih molekul v bezgavkah (ki proizvajajo bele krvne celice), vranici in žlezah slinavkah.

## Klinična slika bolezni
Za bolezen je značilen hiter potek nevroloških simptomov, predvsem hitro pešajo kognitivne sposobnosti. Na začetku se pojavljajo predvsem težave s spominom, depresivno razpoloženje, motnje koordinacije, pozneje pa se pojavijo mišični krči, epileptični napadi, okorelost, motnje vida (halucinacije), oslabelost ali nepokretnost ene polovice telesa. Na koncu postane bolnik nepokreten, ne more več govoriti in je vezan na bolniško posteljo.
Ker obstaja več tipov bolezni, simptomi med seboj nekoliko variirajo. Variantna oblika CJB (vCJB) recimo, se začne s psihiatričnimi simptomi pri mladih osebah, potek od začetka pojava simptomov do smrti je po navadi daljši v primerjavi z ostalimi oblikami bolezni.
Pri večini obolelih nastopi smrt že kmalu po začetnih znakih, to je po 6 mesecih, medtem ko jih le približno 15% preživi 1 leto. Pogosto smrt nastopi zaradi pljučnice. Z nevrološkim pregledom po navadi ugotovimo znake kognitivnega upada, opazimo nehotene trzljaje trupa (mioklonus), pogosto pa tudi motnje koordinacije in rigidno povišan tonus.

## Diagnoza bolezni
Samo možganska biopsija oziroma pregled možganskega tkiva po smrti (avtopsija) lahko zanesljivo potrdi navzočnost Creutzfeldt-Jakobove bolezni. Torej za zanesljivo diagnozo CJD veljajo le patološke značilnosti, ki se pojavijo na možganih.
Pri diagnostičnih testih pa se največkrat uporabljajo zlasti naslednje metode:
- magnetna resonančna preiskava (MRI): pri sCJB prikažeta FLAIR ali DWI visoke signalne spremembe na področju putamna in glave kavdatnega jedra. Pri vCJB bolj značilna bilateralna hiperintenzivnost v pulvinarju (posteriornem talamusu), ki jo pokaže predvsem sekvenca FLAIR.
- elektroencefalogram (EEG): za sCJB je značilna periodična ostra in počasna aktivnost nad možganskima poloblama.
- preiskave možganskega likvorja: prisotnost beljakovine 14-3-3 v likvorju je občutljiv in specifičen označevalec bolezni (specifičnost: 0,92), vendar to beljakovino pogosto najdemo tudi pri hitro napredujoči Alzheimerjevi bolezni (specifičnost: 0,94), psihiatričnih motnjah (specifičnost: 0,97) in nekaterih nevrodegenerativnih boleznih (povprečna specifičnost: 0,96). Zlasti pa je pomembna njegova obravnava v klinični sliki CJB takrat, ko so izključeni akutni nevrološki dogodki.

## Zdravljenje bolezni
CJB je neozdravljiva bolezen. Raziskovalci so testirali že mnogo zdravil, med njimi amfotericin B, doksorubicin, steroide, interferone, aciklovir in protivirusna zdravila, vendar se še nobeno od teh ni izkazalo za učinkovito in koristno v preprečevanju CJB.
Za morda obetavno zdravilo naj bi veljal kvinakrin, ki je bil v osnovi sintetiziran za malarijo. V zdravljenje sporadične CJB (s CJB) so ga uvedli znanstveniki iz univerze v San Franciscu, kjer so v pilotnih študijah ugotovili njegovo učinkovito delovanje preko kontinuiranega odstranjevanja prionskih proteinov iz celičnih kultur.
Sodobna terapija zaenkrat temelji predvsem na preprečevanju in zmanjševanju simptomov, vključuje pa opiate za zmanjševanje bolečine, valproat za preprečevanje konvulzij ter klonazepam za zmanjševanje mišičnih trzljajev-mioklonusa.

## Preprečevanje bolezni
Bolezen lahko še najučinkovitejše preprečujemo s preventivnimi metodami, kot so ustrezna higiena rok pred jedjo, zaščito ran z vodoodpornimi obliži, uporabo kirurških rokavic med ravnanjem s tkivi, varnostjo pri delu (še posebej pri delu z ostrimi okuženimi predmeti), zaščito obraza z masko in avtoklaviranjem inštrumentov pri 132-134 °C pri delu z okuženimi predmeti.

## Zgodovina bolezni
Bolezen je prvič opisal nemški nevrolog Hans Gerhard Creutzfeldt leta 1920, le leto kasneje pa še Alfons Maria Jakob, ki je bolezen poimenoval Creutzfeldt-Jakobova. Zgodnji zapisi o družinskem oziroma familiarnem tipu bolezni pa izhajajo tudi iz opažanj nemškega psihiatra in nevrologa Freidricha Meggendorferja (1880-1953).